# Fórum Lisboa
O Fórum Lisboa (antigo Cinema Roma), situado junto ao Jardim Fernando Pessa, foi durante décadas uma das mais prestigiadas salas de cinema da cidade de Lisboa. Comprado e recuperado pela Câmara Municipal de Lisboa em 1997, foi convertido num espaço privilegiado para o desenvolvimento de actividades num circuito cultural, social e educativo abrangente para todos os Lisboetas.
Equipado para Sede da Assembleia Municipal de Lisboa, o Fórum Lisboa é hoje um espaço preparado para a realização de congressos, conferências e seminários em Lisboa. A versatilidade deste espaço permite-lhe outras utilizações: como sala de cinema, com projeção em cinema de 35 mm, projeção em cinema de 16 mm e projecção em vídeo; como sala de espetáculos, para concertos e expressões teatrais.
O auditório tem capacidade de 700 lugares, está equipado com som, luz, tradução simultânea, e provido de mobiliário adequado a um plenário com mesas de apoio para os participantes. Possui acessibilidades para pessoas com mobilidade reduzida, dispondo de duas plataformas elevatórias.
Integra também um espaço de cafetaria/restauração — PESSA Café Restaurante — que dá apoio aos vários eventos que decorrem no Fórum Lisboa e está aberto ao público em geral das 8h às 21h.